# ستار چیتاک
ستار چیتاک (به بلغاری: Star chitak) یک منطقهٔ مسکونی در بلغارستان است که در شهرستان آردینو واقع شده‌است.
 ستار چیتاک ۱٫۵۰۵ کیلومتر مربع مساحت و ۲۵ نفر جمعیت دارد.